# 天空新闻台
天空新闻台（英語：Sky News），又称天空新闻，是一家24小时播放英国国内和国际新闻的电视频道，同时也是欧洲第一家全天24小时播放国际新闻的电视频道。该台的总部位于伦敦，并在英国拥有7个基地，每个基地都有自己的记者。除了播出自制新闻节目外，天空新闻台和同属康卡斯特集团的全国广播公司新闻部和欧洲新闻台共享资源。该台同时在澳大利亚和新西兰开设分台。阿语版的天空新闻台于2012年5月6日开播，由天空电视台联合阿布扎比媒体投资公司联合承办，其总部位于阿联酋阿布扎比。
天空新闻台也多次获得英国皇家电视学会颁发的“英国年度最佳新闻频道”奖。

## 高畫質天空新闻台
高畫質天空新闻台于2010年5月6日英国大选当天启播，之后还启播了无广告播出的国际版。该频道的自制节目均以高畫質格式播出。